# Маскерата (ТВ филм из 1963)
„Маскерата ” је југословенски ТВ филм из 1963. године. Режирао га је Звонимир Бајсић а сценарио је написан по делу Мирослава Крлеже.

## Улоге
| Глумац             | Улога |
| ------------------ | ----- |
| Бисерка Алибеговић |       |
| Џевад Алибеговић   |       |
| Луцијан Латингер   |       |